# Solenostoma grollei
Solenostoma grollei är en bladmossart som först beskrevs av D.G.Long et Vána, och fick sitt nu gällande namn av K.Feldberg, Hentschel, Bombosch, D.G.Long, Vána et Heinrichs. Solenostoma grollei ingår i släktet Solenostoma och familjen Solenostomataceae. Inga underarter finns listade i Catalogue of Life.